# Poète, vos papiers ! (chanson)
Ne pas confondre avec Poète... vos papiers !, le premier recueil de poésies de Léo Ferré, et son disque 33 tours 30 cm portant le même titre
Pistes de Amour Anarchie
Petite La Lettre
Poète, vos papiers ! est une chanson de Léo Ferré, publiée sur le premier volume de l'album Amour Anarchie en 1970. Elle fusionne deux poèmes (« Poète, vos papiers ! » et « Art poétique ») tirés du recueil Poète... vos papiers ! paru en 1956.

## Forme
Texte et musique sont de Ferré, les arrangements sont de Jean-Michel Defaye.

## Enregistrement

### Production
- Arrangements et direction musicale : Jean-Michel Defaye
- Prise de son : Gerhard Lehner
- Production exécutive : Richard Marsan

## Reprises
Cette chanson a été interprétée par Claudia Solal et Jeanne Added au sein du Yves Rousseau Sextet en 2007, et par les groupes LetZeLéo et La Vie d'artiste en 2013.